# 第11回日劇學院賞
←第10回 - 第11回 - 第12回→
第11回日劇學院賞，為針對1996年10月到12月在日本播出的秋季檔連續劇之投票與評比。此季由竹中直人所主演的NHK大河劇《秀吉》獲得最優秀作品賞。

## 最優秀作品賞
《秀吉》（NHK）

## 演技類

### 主演男優賞
香取慎吾（《德克》）

### 主演女優賞
酒井法子（《白色之戀2》）

### 助演男優賞
竹野內豐（《白色之戀2》）

### 助演女優賞
永作博美（《一個人住》）

### 新人賞
小橋惠（《家へおいでよ》）

## 製作類

### 服裝造型賞
淺野優子（《義務與演技》）

### 攝影賞
NTV《聖龍傳說 (電視劇)》

### 編劇賞
山田太一（《家へおいでよ》）

### 導演賞
佐藤幹夫、鈴木雅之 (演出家)、石坂理江子（《秀吉》）

### 卡司賞
TBS《協奏曲》

### 片頭賞
松原弘志（《協奏曲》）

### 主題曲賞
〈PRIDE〉今井美樹（《德克》）

## 特別賞
《美味關係》準備料理的幕後工作人員